# 엔코미엔다

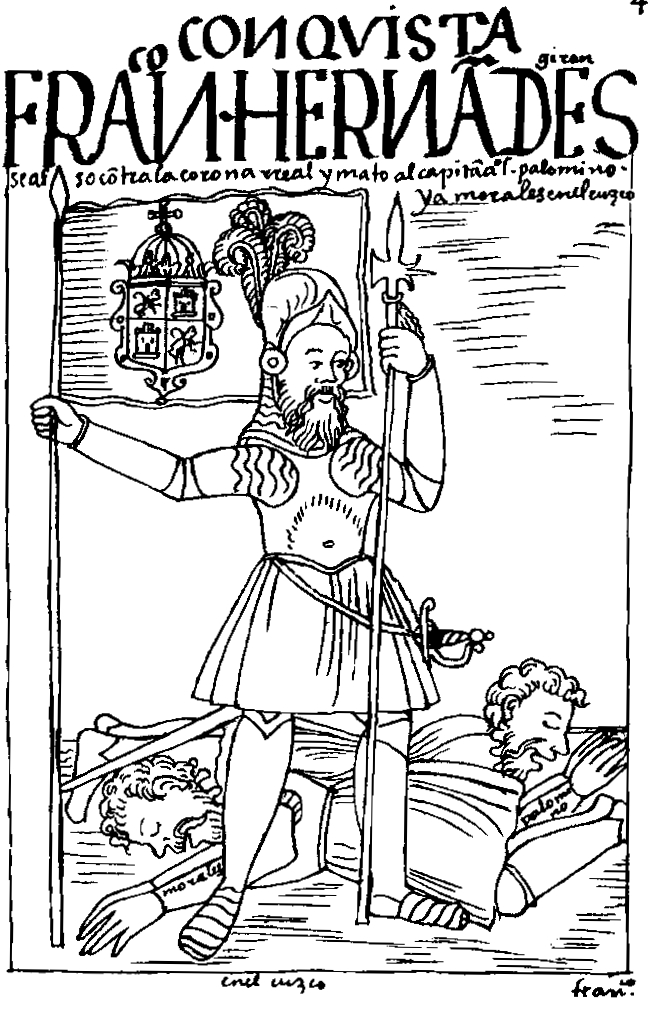
프란시스코 에르난데즈 기론은 1553년 신법에 항의한 페루 부왕령의 스페인 엔코멘데로였다. 이 법은 1542년 통과되었으며, 원주민들에게 일정한 권한을 주고 오남용을 못하게 했다.

엔코미엔다(스페인어: Encomienda)는 스페인령 식민지에서 실시된 식민지 통치제도로, 스페인은 자국 출신의 식민통치자에게 원주민 보호를 조건으로 하여 식민지의 토지와 원주민에 대한 통치권 일체를 위탁하였다. 1503년에 제정된 이 제도의 목적은 아메리칸 인디언의 지위를 규정하여 신대륙 발견 직후에 행해진 강제 노역의 악습을 줄이려는 것에 있었다. 그러나 실제로는 인디언을 노예화하는 제도로 악용되었다. 원주민들을 해적이나 적대관계에 있는 부족으로부터 보호하는 대신에 그들에게 조공과 노동을 요구할 수 있었기 때문에 원주민들은 이 제도로 인해 노예로 전락하고 말았던 것이다.
스페인 정복자들은 원주민을 보호하고 개종 시킨 후 종교적으로 교육 시킬 의무가 있었다. 그러나 이는 종교적 교화를 통한 영혼의 구제와 보호라는 명분을 제공했을 뿐이었고, 실질적으로 이 제도는 노동력 착취를 위한 노예제의 또 다른 형태였다. 스페인 군주나 교회는 이 제도를 크게 반기지는 않았는데, 봉건적 구조로 발전하여 세습이 이루어지는 것을 꺼렸으며, 가혹한 노동착취가 가톨릭 윤리에 어긋났기 때문이다. 
스페인 국왕 카를로스 1세는 1542년에 엔코미엔다를 폐지하고 신법(新法)을 공포하여 원주민의 노예화와 강제노역을 금지시켰다. 그러나 식민 통치 기간 내내 이 제도는 지속되었으며, 18세기 이후에 대토지 소유 제도인 아시엔다가 나타나면서 점차 소멸되었다.

## 개요
'엔코미엔다'라는 말은 '위탁', '위임'이란 뜻으로 로마 제국의 스페인 통치기에 실시되었던 제도에서 유래하였다. 이 제도는 강자가 노동 등의 사역을 대가로 약자를 보호하는 제도였으며 스페인에 의한 아메리카 식민지 지배 시대에 사용되었다. 이 엔코미엔다는 국왕이 식민지 정복자들에게 원주민을 말 그대로 위탁하는 제도이다.
엔코미엔다에서, 스페인 군주는 특정 수의 원주민 사회를 특정인에게 할애했다. 그리고 원주민 수장에게는 공물과 노동을 바치는 책임을 주었다. 차례로, 엔코멘데로들은 원주민들의 신앙을 개종하는 책임과 종족 전쟁과 해적으로부터 보호, 그리고 스페인어 교육, 기반 시설의 유지와 발전에 책임을 지게 했다.
그 답례로, 원주민들은 금속, 옥수수, 밀, 돼지 또는 다른 농산물을 공물로 바쳤다. 스페인 제국인들이 카리브 지역에 첫 10년 동안, 스페인 제국 사람들은 원주민들을 분할했고, 어떤 이들은 무자비하게 노동에 시달렸다.
크리스토퍼 콜럼버스의 축출로, 스페인 왕가는 정식으로 엔코미엔다 제도를 확립한 왕실 관리 니콜라스 데 오반도를 파견했다. 많은 경우, 저항할 경우 원주민들은 고된 노동에 시달려야 했고, 가혹한 처벌에 복종과 죽음을 감내해야 했다. 그러나, 카스틸레의 이사벨라 여왕은 인디언 노예를 금지시켰고, ‘왕가의 자유 예속민’으로 간주하여, 많은 원주민과 제국민에게 레알 아우덴시아에 탄원하는 것을 허용했다.
엔코미엔다들은 종종 지리적 배치에 의해 노예화되거나, 사회나 가족들로부터 격리된 것으로 특징지어졌지만, 멕시코의 엔코미엔다는 현존하는 사회 계층을 통한 왕가의 자유민에게 가족과 집, 땅을 영구히 강제하지 않음으로써 원주민들에게 통치의 기능을 하였다.
이전의 잉카 제국을 예로 들면, 그 제도는 노동의 형태로 공물을 바치게 함으로써 잉카의 전통을 지속시켰다.

## 쇠퇴
엔코미엔다 제도는 1510년 이후로 논란의 대상이었고, 이미 엔코미엔다의 몰락이 시작되었다. 엔코멘데로들은 봉건 시대와 같은 세습제가 있을 것으로 생각했지만, 스페인 왕은 봉급 및 규정에 따라 관리들에 의한 신대륙의 통치를 했으며, 이 제도의 철회에 착수하게 되었다.
라스 카사스와 도미니코회를 비롯한 스페인 수도사 지식인들은 제도 도입 이후 그 참상으로 인해 제도 철폐와 원주민 보호를 계속 호소했다. 그들은 엔코미엔다 제도를 비난하고, 일부 노예 해방에 대한 칙령이 있은 후 결국 1542년 인디아스 신법(新法)이 공포되었다. 이 법에 의하여 엔코미엔다 제도는 공식적으로 철폐되어 노예화를 금지했을 뿐 아니라, 이미 노예가 되어 있는 사람도 해방시키도록 명령했다.
엔코멘데로의 몰락은 지역에 따라 훨씬 나중에까지 유지한 지역도 있다. 사실, 엔코미엔다는 18세기 후반까지 남아 있었다. 자원이 부족한 유카탄반도에서는 법적으로 특례를 인정했고, 18세기 말까지 엔코미엔다는 남았다.

## 같이 보기
- 농노제
- 과라니인

## 참고 문헌
- García de Valdeavellano, Luis (1992). 《Curso de historia de las Instituciones españolas (4º ed.)》. Madrid: Alianza. ISBN 9788420680538.
- Avellaneda, Jose Ignacio (1995). 《The Conquerors of the New Kingdom of Granada》. Albuquerque: University of New Mexico Press. ISBN 0-8263-1612-3.
- Crow, John A., The Epic of Latin America, (London, 1992)
- "Encomienda" Encyclopædia Britannica
- Guitar, Lynne (1997). 〈Encomienda System〉.   Junius P. Rodriguez (ed.). 《The Historical Encyclopedia of World Slavery》. vol. 1, A-K. Santa Barbara, CA: ABC-CLIO. 250–251쪽. ISBN 0-87436-885-5. OCLC 37884790.
- Himmerich y Valencia, Robert (1991). 《The Encomenderos of New Spain, 1521–1555》. 오스틴: 텍사스 대학교 출판국. ISBN 0-292-72068-8.